# Ogden (New York)
Pour les articles homonymes, voir Ogden.
Ogden est une ville du Comté de Monroe, au nord-ouest de l'État de New York.

La population était de 19 856 habitants en 2010.

## Historique
La ville a été fondée en 1817.

## Géographie
La ville est située à l'ouest de Rochester.
Le Canal Érié passe à travers la ville.

## Communautés
- Spencerport
- Adams Basin, New York (en)